# Dear Diary
Pour plus de détails, voir Fiche technique et Distribution.
Dear Diary est un court métrage américain réalisé par David Frankel et sorti en 1996.
Il a remporté l'Oscar du meilleur court métrage en prises de vues réelles en 1997. Il s'agit à l'origine d'un pilote pour la télévision qui n'a pas abouti.

## Synopsis
C'est l'histoire d'une femme de 40 ans qui raconte sa vie à travers un journal intime. Elle parle de sa vie à New York, de ses 2 enfants, de ses ami(e)s, de ses activités ou encore de son mari.

## Fiche technique
- Titre : Dear Diary
- Réalisation : David Frankel
- Scénario : David Frankel
- Production : DreamWorks Television
- Musique : Wendy Blackstone
- Image : Maryse Alberti
- Montage : Michael Berenbaum
- Tournage : New York[1],[3]
- Durée : 22 minutes

## Distribution
- Bruce Altman : Griffin
- Jeff Blumenkrantz
- Cheryl Freeman
- Peter Giles : Gary
- Brian Kerwin
- Haviland Morris : Christie
- Bebe Neuwirth
- Rhea Silver-Smith
- Mike Starr
- Peter Vack

## Nominations et récompenses
- 1997 : Oscar du meilleur court métrage en prises de vues réelles